# (9577) Gropius
(9577) Gropius – planetoida z pasa głównego asteroid okrążająca Słońce w ciągu 3 lat i 277 dni w średniej odległości 2,42 j.a. Została odkryta 2 lutego 1989 roku. Przed nadaniem nazwy planetoida nosiła oznaczenie tymczasowe (9577) 1989 CE5.